# جام در جام اروپا ۷۰–۱۹۶۹
فصل ۷۰–۱۹۶۹ از مسابقات فوتبال جام برندگان جام اروپا، با برتری ۲ بر ۱ منچستر سیتی مقابل گورنیک زابژه در فینال این رقابت‌ها و در ورزشگاه ارنست هاپل به پایان رسید. تا پایان سال ۲۰۲۰ میلادی، این تنها قهرمانی منچسترسیتی در رقابت‌های اروپایی می‌باشد.

## دور مقدماتی
| تیم #۱                  | در مجموع.                       | تیم #۲                    | دور رفت               | دور برگشت             |
| ----------------------- | ------------------------------- | ------------------------- | --------------------- | --------------------- |
| باشگاه فوتبال راپید وین | 1–1 (قانون گل زده در خانه حریف) | باشگاه فوتبال تورپدو مسکو | 0–0 (گزارش) (گزارش ۲) | 1–1 (گزارش) (گزارش ۲) |

## دور اول
| تیم #۱                       | در مجموع.                       | تیم #۲                          | دور رفت                | دور برگشت                         |
| ---------------------------- | ------------------------------- | ------------------------------- | ---------------------- | --------------------------------- |
| دوکلا پراگ                   | 1–2                             | باشگاه فوتبال المپیک مارسی      | 1–0 (گزارش) (گزارش ۲)  | 0–2 (وقت اضافه) (گزارش) (گزارش ۲) |
| باشگاه فوتبال دینامو زاگرب   | 3–0                             | باشگاه فوتبال اسلوان براتیسلاوا | 3–0 (گزارش) (گزارش ۲)  | 0–0 (گزارش) (گزارش ۲)             |
| باشگاه فوتبال نورشوپینگ      | 5–2                             | Sliema Wanderers                | 5–1 (گزارش) (گزارش ۲)  | 0–1 (گزارش) (گزارش ۲)             |
| باشگاه فوتبال شامروک روورز   | 2–4                             | باشگاه فوتبال شالکه ۰۴          | 2–1 (گزارش) (گزارش ۲)  | 0–3 (گزارش) (گزارش ۲)             |
| باشگاه فوتبال ماگدبورگ ۱     | 2–1                             | باشگاه فوتبال ام‌تی‌کی بوداپست    | 1–0 (گزارش) (گزارش ۲)  | 1–1 (وقت اضافه) (گزارش) (گزارش ۲) |
| باشگاه فوتبال آکادمیکا       | 1–0                             | KuPS                            | 0–0 (گزارش) (گزارش ۲)  | 1–0 (گزارش) (گزارش ۲)             |
| باشگاه فوتبال لیرسه          | 11–1                            | باشگاه فوتبال آپوئل             | 10–1 (گزارش) (گزارش ۲) | 1–0 (گزارش) (گزارش ۲)             |
| باشگاه فوتبال اتلتیک بیلبائو | 3–6                             | باشگاه فوتبال منچستر سیتی       | 3–3 (گزارش) (گزارش ۲)  | 0–3 (گزارش) (گزارش ۲)             |
| Ards                         | 1–3                             | باشگاه فوتبال آ.اس. رم          | 0–0 (گزارش) (گزارش ۲)  | 1–3 (گزارش) (گزارش ۲)             |
| باشگاه فوتبال راپید وین      | 3–6                             | باشگاه فوتبال پی‌اس‌وی آیندهوون   | 1–2 (گزارش) (گزارش ۲)  | 2–4 (گزارش) (گزارش ۲)             |
| Göztepe                      | 6–2                             | US Luxembourg                   | 3–0 (گزارش) (گزارش ۲)  | 3–2 (گزارش) (گزارش ۲)             |
| Mjøndalen IF                 | 2–12                            | باشگاه فوتبال کاردیف سیتی       | 1–7 (گزارش) (گزارش ۲)  | 1–5 (گزارش) (گزارش ۲)             |
| ÍBV                          | 0–8                             | باشگاه فوتبال لفسکی صوفیه       | 0–4 (گزارش) (گزارش ۲)  | 0–4 (گزارش) (گزارش ۲)             |
| BK Frem                      | 2–2 (قانون گل زده در خانه حریف) | باشگاه فوتبال سنت گالن          | 2–1 (گزارش) (گزارش ۲)  | 0–1 (گزارش) (گزارش ۲)             |
| باشگاه فوتبال المپیاکوس      | 2–7                             | باشگاه فوتبال گورنیک زابژه      | 2–2 (گزارش) (گزارش ۲)  | 0–5 (گزارش) (گزارش ۲)             |
| باشگاه فوتبال رنجرز          | 2–0                             | باشگاه فوتبال استوا بخارست      | 2–0 (گزارش) (گزارش ۲)  | 0–0 (گزارش) (گزارش ۲)             |

## دور دوم
| تیم #۱                     | در مجموع.       | تیم #۲                        | دور رفت               | دور برگشت             |
| -------------------------- | --------------- | ----------------------------- | --------------------- | --------------------- |
| باشگاه فوتبال المپیک مارسی | 1–3             | باشگاه فوتبال دینامو زاگرب    | 1–1 (گزارش) (گزارش ۲) | 0–2 (گزارش) (گزارش ۲) |
| باشگاه فوتبال نورشوپینگ    | 0–1             | باشگاه فوتبال شالکه ۰۴        | 0–0 (گزارش) (گزارش ۲) | 0–1 (گزارش) (گزارش ۲) |
| باشگاه فوتبال ماگدبورگ ۱   | 1–2             | باشگاه فوتبال آکادمیکا        | 1–0 (گزارش) (گزارش ۲) | 0–2 (گزارش) (گزارش ۲) |
| باشگاه فوتبال لیرسه        | 0–8             | باشگاه فوتبال منچستر سیتی     | 0–3 (گزارش) (گزارش ۲) | 0–5 (گزارش) (گزارش ۲) |
| باشگاه فوتبال آ.اس. رم     | 1–1 (شیر یا خط) | باشگاه فوتبال پی‌اس‌وی آیندهوون | 1–0 (گزارش) (گزارش ۲) | 0–1 (گزارش) (گزارش ۲) |
| Göztepe                    | 3–1             | باشگاه فوتبال کاردیف سیتی     | 3–0 (گزارش) (گزارش ۲) | 0–1 (گزارش) (گزارش ۲) |
| باشگاه فوتبال لفسکی صوفیه  | 4–0             | باشگاه فوتبال سنت گالن        | 4–0 (گزارش) (گزارش ۲) | 0–0 (گزارش) (گزارش ۲) |
| باشگاه فوتبال گورنیک زابژه | 6–2             | باشگاه فوتبال رنجرز           | 3–1 (گزارش) (گزارش ۲) | 3–1 (گزارش) (گزارش ۲) |

## یک‌چهارم نهایی
| تیم #۱                     | در مجموع.                       | تیم #۲                     | دور رفت               | دور برگشت                         |
| -------------------------- | ------------------------------- | -------------------------- | --------------------- | --------------------------------- |
| باشگاه فوتبال دینامو زاگرب | 1–4                             | باشگاه فوتبال شالکه ۰۴     | 1–3 (گزارش) (گزارش ۲) | 0–1 (گزارش) (گزارش ۲)             |
| باشگاه فوتبال آکادمیکا     | 0–1                             | باشگاه فوتبال منچستر سیتی  | 0–0 (گزارش) (گزارش ۲) | 0–1 (وقت اضافه) (گزارش) (گزارش ۲) |
| باشگاه فوتبال آ.اس. رم     | 2–0                             | Göztepe                    | 2–0 (گزارش) (گزارش ۲) | 0–0 (گزارش) (گزارش ۲)             |
| باشگاه فوتبال لفسکی صوفیه  | 4–4 (قانون گل زده در خانه حریف) | باشگاه فوتبال گورنیک زابژه | 3–2 (گزارش) (گزارش ۲) | 1–2 (گزارش) (گزارش ۲)             |

## نیمه‌نهایی
| تیم #۱                 | در مجموع. | تیم #۲                     | دور رفت | دور برگشت | پلی‌آف           |
| ---------------------- | --------- | -------------------------- | ------- | --------- | --------------- |
| باشگاه فوتبال شالکه ۰۴ | 2–5       | باشگاه فوتبال منچستر سیتی  | 1–0     | 1–5       |                 |
| باشگاه فوتبال آ.اس. رم | 3–3       | باشگاه فوتبال گورنیک زابژه | 1–1     | 2–2       | 1–1 (شیر یا خط) |

## فینال
| باشگاه فوتبال منچستر سیتی                                         | ۲–۱                           | باشگاه فوتبال گورنیک زابژه |
| ----------------------------------------------------------------- | ----------------------------- | -------------------------- |
| نیل یانگ (بازیکن فوتبال، زاده ۱۹۴۴) ۱۲' · فرانسیس لی ۴۳' (پنالتی) | گزارش گزارش ۲ گزارش (archive) | Oślizło ۶۸'                |